# Jan Piekałkiewicz

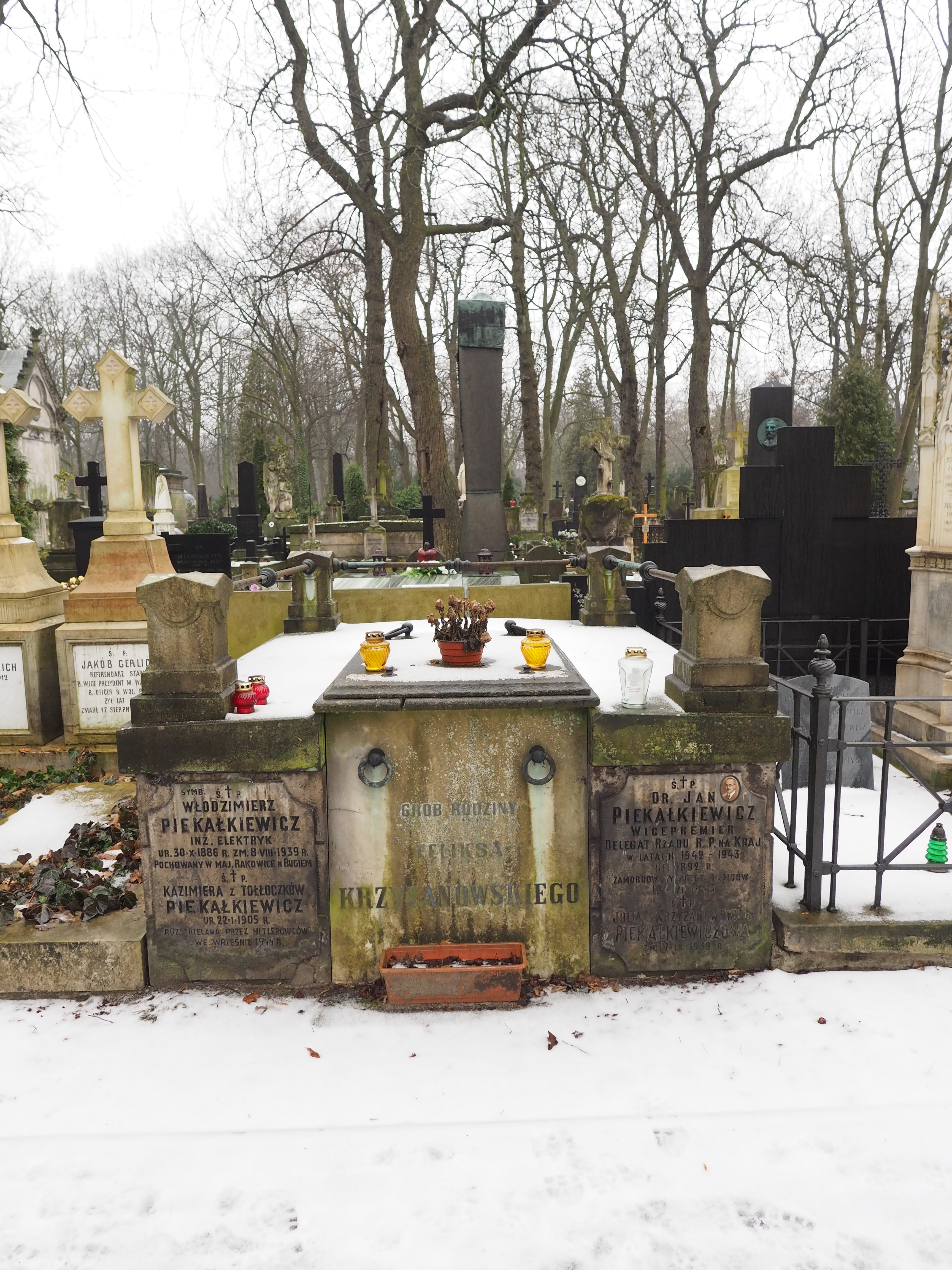
Grób Jana Piekałkiewicza na Cmentarzu Powązkowskim w Warszawie przed renowacją

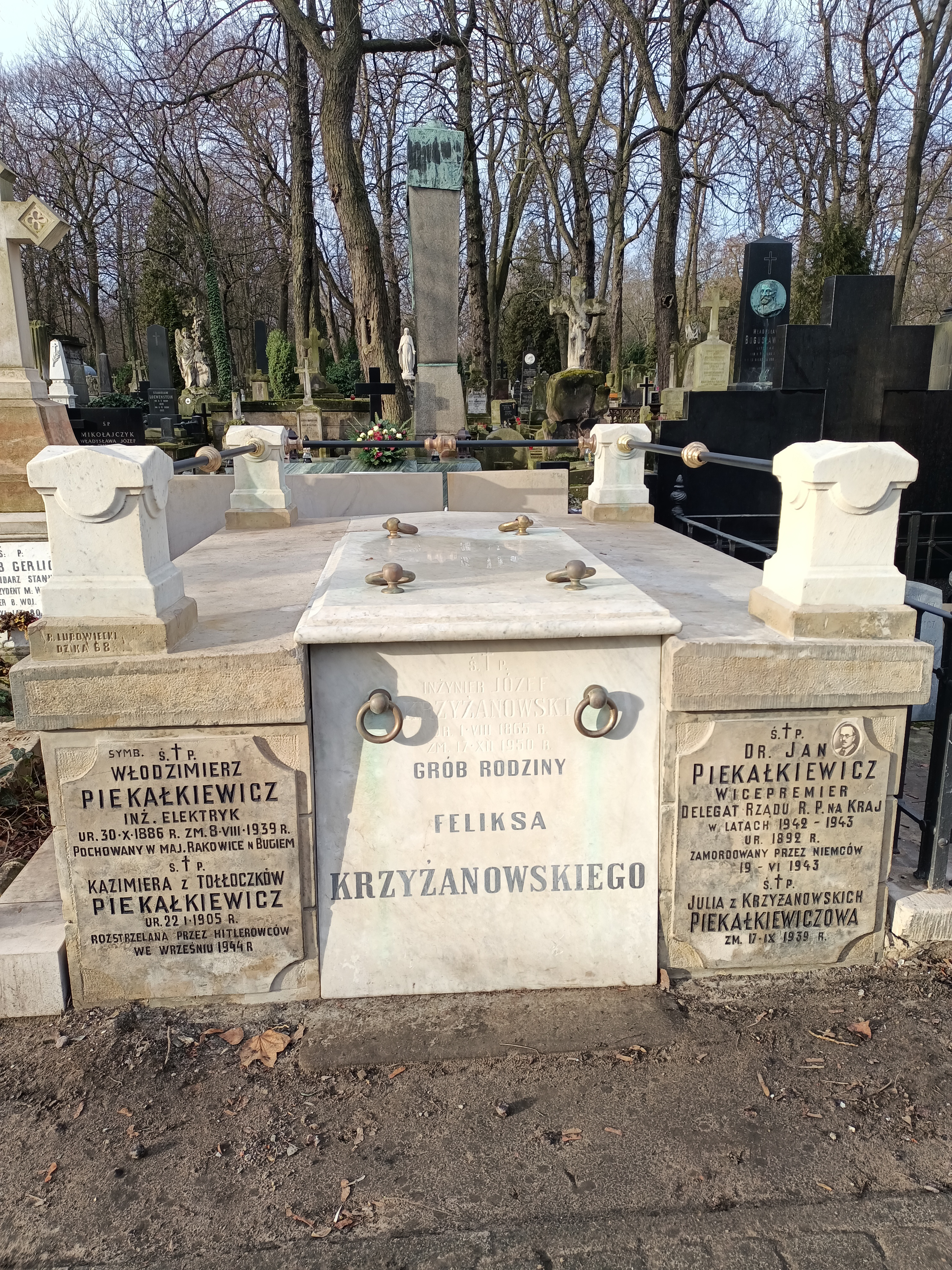
Grób Jana Piekałkiewicza na Cmentarzu Powązkowskim w Warszawie po renowacji

Jan Piekałkiewicz, ps. Juliański, Wernic, Wrocławski (ur. 7 września?/19 września 1892 w Kursku, zm. 19 czerwca 1943 w Warszawie) – polski ekonomista, polityk, działacz ruchu ludowego (Polskie Stronnictwo Ludowe „Piast”, Stronnictwo Ludowe), Delegat Rządu na Kraj od 5 sierpnia 1942 do 19 lutego 1943.

## Życiorys
Pochodził z rodziny inteligenckiej. Był synem Seweryna i Zofii z domu Zywert, bratem Stanisława (1887–1940, lekarz z tytułem doktora, major Wojska Polskiego, ofiara zbrodni katyńskiej, zamordowany w Charkowie).
Ukończył studia ekonomiczne w Petersburgu. Jako statystyk, w 1921 przeprowadził pierwszy spis ludności II Rzeczypospolitej. W latach 20. pracował w GUS. Od 1924 pełnił funkcję profesora Szkoły Nauk Politycznych w Warszawie. Od 1927 był członkiem Międzynarodowego Instytutu Statystycznego. W latach międzywojennych był autorem prac z zakresu finansów, statystyki i ekonometrii, a także docentem na Uniwersytecie Jana Kazimierza we Lwowie.
Od 1926 był członkiem PSL „Piast”. W latach 1931–1939 działał w SL. W okresie 1938–1939 zasiadał w Radzie Naczelnej SL. Od 1940 prowadził działalność konspiracyjną w SL „Roch”. Z ramienia SL „Roch” został w 1941 zastępcą Delegata Rządu na Kraj. W 1942, po ustąpieniu Cyryla Ratajskiego, został Delegatem Rządu na Kraj.
3 grudnia 1942 wydał w „Biuletynie Informacyjnym” odezwę o powszechnym obowiązku walki cywilnej. W grudniu 1942 zatwierdził powołanie Rady Pomocy Żydom „Żegota”. Następnie polecił dokumentowanie zbrodni niemieckich oraz objęcie opieką więźniów politycznych. W oświadczeniu zamieszczonym na łamach „Biuletynu Informacyjnego” z października 1942, napiętnował kolaborantów i osoby pomagające Niemcom w wyniszczaniu narodu polskiego jako zdrajców, ostrzegając ich przed konsekwencjami ich działalności (z karą śmierci włącznie).
19 lutego 1943 został aresztowany przez Gestapo (wcześniej odmówił dowódcy AK przydzielenia sobie ochrony osobistej) i przewieziony do więzienia na Pawiaku. Następnie wywieziony do siedziby Gestapo w Alei Szucha, gdzie po torturach został zamordowany w dniu 19 czerwca 1943.
Został pochowany w grobowcu rodzinnym na cmentarzu Powązkowskim w Warszawie (został tam także pochowany Józef Krzyżanowski) (kwatera 25-1-14/15).
12 sierpnia 1954 odznaczony pośmiertnie Krzyżem Niepodległości Polski Podziemnej z Mieczami przez Prezydenta RP na Wychodźstwie Augusta Zaleskiego.
25 listopada 1995 roku, w uznaniu wielkich historycznych zasług dla niepodległości i chwały Rzeczypospolitej Polskiej, został pośmiertnie odznaczony przez Prezydenta RP Lecha Wałęsę Orderem Orła Białego.
W 2022 roku z inicjatywy Premiera RP Mateusza Morawieckiego grób Piekałkiewicza został odrestaurowany. Cały projekt był realizowany przez Fundację Stare Powązki we współpracy z Kancelarią Prezesa Rady Ministrów.